# Solin
Solin (em latim e italiano Salona) é uma localidade da Dalmácia, na Croácia, situada às margens do mar Adriático e do rio Jadro. Com uma população de cerca de 19.011 habitantes (relativamente ao ano 2001), integra a conurbação de Split, ao norte desta cidade.

## História
Conhecida como Salona na época romana, era a próspera capital da província romana da Dalmácia e foi o local de nascimento do Imperador Diocleciano, quem mandou construir um palácio fortificado nas redondezas, onde residiu de 305 a 313 d.C. Salona foi saqueada pelos ávaros no século VI e os seus habitantes refugiaram-se no Palácio de Diocleciano, transformando-o na cidade fortificada de Spalato (atual Split).

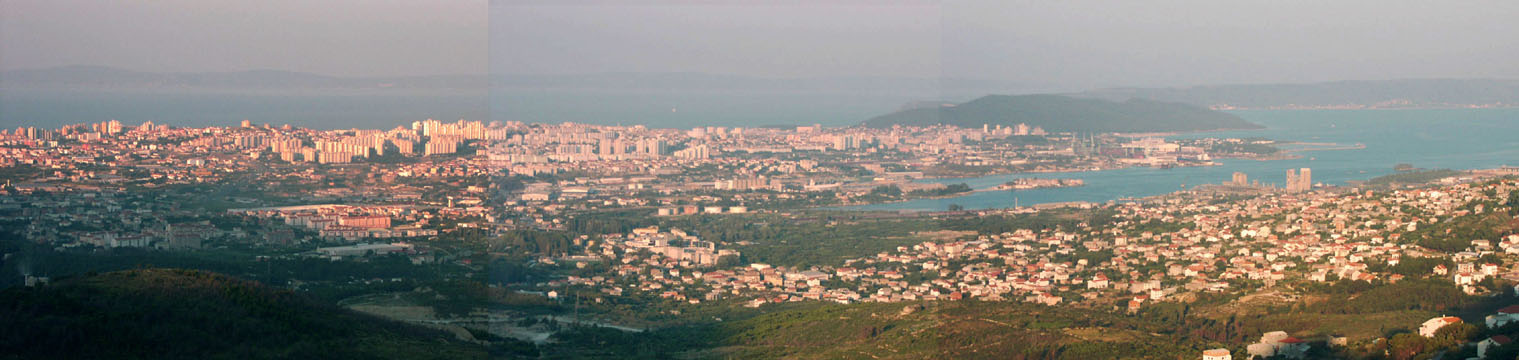
Vista panorâmica de Solin

Em Solin foi assassinado, em 480, Júlio Nepos o  último imperador legítimo do Império Romano do Ocidente, após ser deposto por Orestes, que colocou seu filho Rômulo Augústulo no trono imperial. Após o assassinato, o rei bárbaro Odoacro invadiu a Dalmácia e a anexou a seu reino. Até então, Júlio Nepos era ainda reconhecido pelo Império Bizantino como imperador do ocidente.
Hoje podem-se visitar as ruínas de Salona, com um anfiteatro romano, vestígios de igrejas e termas.